# Храм Александра Невского (Новочеркасск)
Храм Святого Благоверного Князя Александра Невского (Александро-Невский храм) — приходской православный храм в городе Новочеркасске Ростовской области, главный воинский храм 8-й общевойсковой армии и Новочеркасского военного гарнизона. Входит в состав Новочеркасского благочиния Ростовской-на-Дону епархии Русской православной церкви.

## История
В 1805 году, после закладки Вознесенского собора епископом Воронежским и Черкасским Арсением было освящено место под новую Александро-Невскую церковь. После изменения места под строительство храма было совершено вторичное освящение места священником Василием Рубашкиным. Первоначально церковь строилась деревянной по проекту архитектора Лавопиера. 29 июня 1810 года протоиерей Алексей Оридовский освятил построенную деревянную церковь в честь святого благоверного князя Александра Невского.
В 1822 году к церкви был пристроен придел во имя святой великомученицы Параскевы Пятницы, освященный 26 октября этого же года протоиереем Иаковом Мерхалевым. В 1827 году войсковым атаманом Д. Е. Кутейниковым было предложено построить в Новочеркасске вместо деревянной Александро-Невской церкви каменную. Предложение Д. Е. Кутейникова было поддержано, был составлен план со сметой, одобренные в 1829 году Императором Николаем I с повелением начать строительство каменного Александра-Невского храма после окончания строительства в Новочеркасске каменного Войскового Вознесенского собора.
В 1834 году была построена новая колокольня, в 1835 году была перестроена сама церковь, устроен каменный фундамент и сооружен второй придельный алтарь. В 1866 году деревянную кровлю на Александро-Невской церкви заменили железной.
Начало строительство каменной церкви затянулось. В 1889 году был составлен новый проект каменного храма по образцу церкви в имении Ф. Я. Терещенко около Киева. Проект был утвержден войсковым наказным атаманом князем Н. И. Святополк-Мирским, на исполнение проекта благословение дал архиепископ Макарий.
Работы по сооружению нового храма велись с 1891 года. В 1893 году постройку церкви вчерне закончили. Летом 1894 года на главный купол храма был установлен крест.
Мраморный иконостас церковный староста А. Абрамов заказал на собственные средства в Москве мастеру Кутырину за 22 тысячи рублей. Летом 1896 года иконостас был получен и установлен. Правый придел церкви был устроен в честь святой великомученицы Параскевы Пятницы и освящен 19 октября 1897 года с благословения архиепископа Афанасия. В 1899 году храм был окрашен внутри масляной краской и покрыт стеновой живописью живописцем Гордиенко.
Новый Александро-Невский храм был построен в неовизантийском стиле, с полукружием в алтаре, за которым устроено помещение для ризницы. Храм вмещал до 1500 человек.
К Александро-Невской церкви были приписаны:
- Каменная Александро-Невская часовня (1882), не сохранилась.
- Церковь в лагере Донской артиллерии (1897).
- Часовня, построенная напротив здания Новочеркасской почтовой конторы (ныне Узел связи на Платовском проспекте).

После окончания гражданской войны на Дону Александро-Невский храм был закрыт. В годы Великой Отечественной войны храм открыли, но вновь закрыли в 1960 году.
В середине 1970-х годов в здании церкви началась «реставрация» для создания в ней планетария. В 1990-годах в церкви вновь начались богослужения. 12 марта 1995 году установлены новые колокола.
В сентябре 2021 года присвоен статус Главного храма 8-й общевойсковой армии и Новочеркасского военного гарнизона ЮВО.